# Hajtovka
Hajtovka este o comună slovacă, aflată în districtul Stará Ľubovňa din regiunea Prešov, pe malul râului Poprad. Localitatea se află la altitudinea de 525 m deasupra n.m., se întinde pe o suprafață de 3,05 km2 și în 2017 număra 69 de locuitori.

## Istoric
Localitatea Hajtovka este atestată documentar din 1427.

## Demografie
| An:                | 1994 | 2004    | 2014    | 2024   |
| ------------------ | ---- | ------- | ------- | ------ |
| Număr de persoane: | 109  | 91      | 76      | 75     |
| Diferență:         |      | −16,51% | −16,48% | −1,31% |

| An:                | 2023 | 2024   |
| ------------------ | ---- | ------ |
| Număr de persoane: | 69   | 75     |
| Diferență:         |      | +8,69% |